# Federico Della Valle
Federico Della Valle (* um 1560 in Asti; † 1628 in Mailand) war ein italienischer Dramatiker.

## Leben
Federico Della Valle lebte von 1586 bis 1599 am Hofe von Savoyen in Turin, zuletzt in Mailand. Er gilt heute als einer der bedeutendsten italienischen Tragiker. Neben einigen kleineren Werken und einer Tragikomödie schrieb er drei Tragödien: »La reina di Scotia« (1628) über Maria Stuart, »Judith« (1628) und »Esther« (1628), die durch tiefe Religiosität und pessimistische Lebensauffassung gekennzeichnet sind.

## Werke
- Federico Della Valle: La Reina di Scotia, tragedia. Per gli heredi di Melchior Malatesta, stampatori regij, e ducali, Mailand 1628 (italienisch, google.it).
- Federico Della Valle: Esther, tragedia. Per gli heredi di Melchior Malatesta, stampatori regij, e ducali, Mailand 1650 (italienisch, google.it).
- Federico Della Valle: Opere. Tragedie (= Scrittori d’Italia Laterza). G. Laterza e F., Bari 1939 (italienisch, beic.it).